# Fuck You (Lily Allen)
Fuck You è una canzone della cantante britannica Lily Allen, estratta come terzo singolo dall'album It's Not Me, It's You.

## Descrizione
Fuck You è stata scritta da Lily Allen e Greg Kurstin, che è anche il produttore del brano. La canzone era stata ufficialmente presentata sul MySpace della cantante nel 2008 insieme a I Could Say e The Fear, all'epoca intitolata I Don't Know. Il titolo del brano era originariamente Guess Who Batman, in seguito cambiato in Get Wit the Brogram ed infine GWB. Il tema della canzone è l'omofobia.

## Video musicale
Il video musicale prodotto per Fuck You è stato prodotto dalla compagnia francese Frenzy Paris e presentato sul canale YouTube dell'etichetta Parlophone il 15 giugno 2009. L'intero video è visto dal punto di vista della cantante (lo si intuisce quando questa si scatta da sola una fotografia), e la segue dalla sua stanza in albergo sino ad uno studio televisivo. Nel percorso, Lily Allen altera lo stato delle cose, semplicemente usando le proprie mani, ad esempio allungando la Torre Eiffel o allargando i capelli di un passante.

## Tracce
CD singolo (Regal/EMI)
1. Fuck You 3:43

F.U.E.P. (Fuck You EP)
1. Fuck You
2. Why
3. Everyone's At It
4. Not Fair (Style of Eye Remix)
5. The Count (aka Hervè) and Lily Face the Fear
6. Not Fair (Radio Edit)
7. Mr Blue Sky
8. The Fear

CD singolo (Regal/EMI 9641592 /EAN 5099996415924
1. Fuck You (Explicit Version)  3:42
2. Fuck You (Clean Version)  3:40

CD singolo/download digitale (Germania)
1. Fuck You
2. Why
3. Not Fair (Style Of Eye Remix)
4. The Count (aka Hervé) and Lily Face the Fear
5. Not Fair (Clean Radio Edit)

## Classifiche

### Classifica italiana
| Posizione | 20 | 15 | 12 | 15 | 14 | 16 | 12 | 9 | 15 | 16 | 23 | 20 |

### Classifiche internazionali
| Classifica (2009) | Posizione massima |
| ----------------- | ----------------- |
| Australia         | 23                |
| Belgio (Fiandre)  | 1                 |
| Belgio (Vallonia) | 2                 |
| Brasile           | 38                |
| Canada            | 37                |
| Finlandia         | 4                 |
| Francia           | 7                 |
| Italia            | 9                 |
| Norvegia          | 4                 |
| Paesi Bassi       | 3                 |
| Regno Unito       | 154               |
| Svezia            | 18                |
| Stati Uniti       | 68                |
| Svizzera          | 29                |